# Saison 2 de Man Seeking Woman
Chronologie
Saison 1 Saison 3
Cet article présente le guide des épisodes de la deuxième saison de la série télévisée américaine Man Seeking Woman.

## Distribution

### Acteurs principaux
- Jay Baruchel : Josh Greenberg
- Eric André : Mike, ami de Josh
- Britt Lower : Liz Greenberg, grande sœur de Josh

### Acteurs récurrents
- Robin Duke : Patti, mère de Josh
- Miles Fisher : Graham, petit-ami de Maggie
- Mark McKinney : Tom: beau-père de Josh

### Acteurs invités
- Fred Armisen : Jésus Christ (épisode 6)
- Carrie-Anne Moss : Joan Dillon (épisode 10)
- Tzi Ma : Maître Sheng (épisode 10)

## Épisodes

### Épisode 1: Titre français inconnu (Wings)
- États-Unis /  Canada : 6 janvier 2016 sur FXX[1] / FXX Canada

- États-Unis : 280 000 téléspectateurs[2] (première diffusion)

### Épisode 2: Titre français inconnu (Feather)
- États-Unis /  Canada : 13 janvier 2016 sur FXX / FXX Canada

- États-Unis : 249 000 téléspectateurs[3] (première diffusion)

### Épisode 3: Titre français inconnu (Scythe)
- États-Unis /  Canada : 20 janvier 2015 sur FXX / FXX Canada

- États-Unis : 254 000 téléspectateurs[4] (première diffusion)

### Épisode 4: Titre français inconnu (Tinsel)
- États-Unis /  Canada : 27 janvier 2015 sur FXX / FXX Canada

- États-Unis : 176 000 téléspectateurs [5] (première diffusion)

### Épisode 5: Titre français inconnu (Card)
- États-Unis /  Canada : 3 février 2016 sur FXX / FXX Canada

- États-Unis : 251 000 téléspectateurs [6] (première diffusion)

### Épisode 6: Titre français inconnu (Honey)
- États-Unis /  Canada : 10 février 2016 sur FXX / FXX Canada

- États-Unis : 169 000 téléspectateurs [7] (première diffusion)

- Fred Armisen (Jésus Christ)

### Épisode 7: Titre français inconnu (Cactus)
- États-Unis /  Canada : 17 février 2016 sur FXX / FXX Canada

- États-Unis : 207 000 téléspectateurs [8] (première diffusion)

### Épisode 8: Titre français inconnu (Fuse)
- États-Unis /  Canada : 24 février 2016 sur FXX / FXX Canada

- États-Unis : 212 000 téléspectateurs [9] (première diffusion)

### Épisode 9: Titre français inconnu (Eel)
- États-Unis /  Canada : 2 mars 2016 sur FXX / FXX Canada

- États-Unis : 154 000 téléspectateurs [10] (première diffusion)

### Épisode 10: Titre français inconnu (Balloon)
- États-Unis /  Canada : 9 mars 2016 sur FXX[11] / FXX Canada

- États-Unis : 167 000 téléspectateurs  [12] (première diffusion)

- Carrie-Anne Moss (Joan Dillon)
- Tzi Ma (Maître Sheng)